# UCI Nations' Cup U23 2018
De twaalfde editie van de UCI Nations' Cup U23 vindt plaats in 2018. De competitie bestaat uit drie eendagswedstrijden, drie etappekoersen en een aantal continentale kampioenschappen. De competitie wordt georganiseerd door de UCI en maakt deel uit van de continentale circuits. Aan de wedstrijden mogen enkel landenteams met renners jonger dan 23 jaar deelnemen.

## Resultaten
| Datum                 | Wedstrijd                             | Land      | Categorie | Winnaar          | Leider (land) |
| --------------------- | ------------------------------------- | --------- | --------- | ---------------- | ------------- |
| 31 januari-4 februari | Ronde van de Belofte (2018)           | Kameroen  | 2.Ncup    | Joseph Areruya   | Rwanda        |
| 25 maart              | Gent-Wevelgem/Kattekoers-Ieper (2018) | België    | 1.Ncup    | Žiga Jerman      | Rwanda        |
| 7 april               | Ronde van Vlaanderen U23 (2018)       | België    | 1.Ncup    | James Whelan     | Rwanda        |
| 14 april              | ZLM Tour (2018)                       | Nederland | 1.Ncup    | Matteo Moschetti | Duitsland     |
| 31 mei-3 juni         | Grote Prijs Priessnitz spa (2018)     | Tsjechië  | 2.Ncup    |                  |               |
| 17-26 augustus        | Ronde van de Toekomst (2018)          | Frankrijk | 2.Ncup    |                  |               |

## Eindklassement
| Plaats | Land | Punten |
| ------ | ---- | ------ |
| 1      |      |        |
| 2      |      |        |
| 3      |      |        |
| 4      |      |        |
| 5      |      |        |
| 6      |      |        |
| 7      |      |        |
| 8      |      |        |
| 9      |      |        |
| 10     |      |        |

2007 · 
2008 · 
2009 · 
2010 · 
2011 · 
2012 · 
2013 · 
2014 · 
2015 · 
2016 · 
2017 · 
2018 · 
2019 · 
2020